# Loonstrook
De salarisspecificatie, traditioneel ook wel het loonstrook(je), salarisstrook(je) of weddestrook (voor militairen) genoemd, is voor veel werknemers de specificatie door de werkgever van het brutoloon, de toeslagen en inhoudingen, en het nettoloon, rekening houdende met de afspraken in de arbeidsovereenkomst en de wet.

## Nederland

### Geschiedenis van de loonstrook
In het verleden kregen werknemers hun loon (wekelijks) contant uitbetaald in bijvoorbeeld een envelopje ook wel loonzakje genoemd. In dit zakje bevond zich ook het loonstrookje wat van het moederblad (een doorschrijfsysteem) in smalle stroken werd gescheiden. Met het berekenen van het loon werden de uitbetalingen met specificaties gezamenlijk op een vel geschreven of gedrukt (al dan niet door een geautomatiseerd systeem) voor een aantal werknemers. Na het scheiden (knippen, snijden of scheuren) ontstonden smalle stroken vandaar de naam loonstrook of loonstrookje. Mede doordat bijna nooit meer loon contant uitgekeerd werd maar ook door de grote variatie in inhoudingen, toeslagen en dergelijke is het overzicht niet meer de vorm van een strookje maar kan het alle vormen aannemen tot aan bijvoorbeeld een A4'tje. Men spreekt echter nog altijd over het 'loonstrookje'.

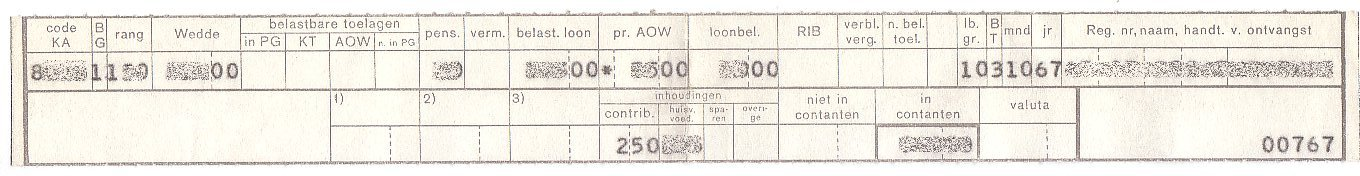
Weddestrook Ministerie van Defensie 1967

Sinds 2010 is de trend ingezet om loonstroken, in plaats van op papier, digitaal beschikbaar te stellen.
Lange tijd werden premies werknemersverzekeringen gedeeltelijk op het loon van de werknemer ingehouden.

### Inhoud van de loonstrook
In grote lijn staan er op de loonstrook en uitkeringsspecificatie de volgende zaken:
- Identificatie van de werkgever/inhoudingsplichtige
- Naam en adres van de werknemer/uitkeringsgerechtigde
- Datum en periode waarover het loon of de uitkering van toepassing is
- Eventuele betaling door de werkgever/inhoudingsplichtige aan derden (bijvoorbeeld socialeverzekeringspremies)

en de bedragen voor de berekening om van het brutoloon naar het nettoloon te komen (ook wel 'brutonettoberekening' genoemd). Welke bedragen vermeld staan en hoe ze zijn gerangschikt varieert, maar het raamwerk van de bruto-netto berekening is als volgt:
- Bruto bedrag
- Bij: toeslagen die meetellen in de pensioengrondslag
- Resultaat: pensioengrondslag
- Af: pensioenpremie (met soms naast een bedrag voor het ouderdomspensioen een apart bedrag voor een arbeidsongeschiktheidspensioen als aanvulling op de WIA, en/of een bedrag voor een nabestaandenpensioen als aanvulling op de Anw)
- Bij: waarde van de eventuele auto van de zaak
- Resultaat: loon volgens het uniforme loonbegrip
- Af: loonheffing (met vermelding of de loonheffingskortingen wel of niet worden toegepast, en zo ja, welke)
- Af: eventueel een deel van de gedifferentieerde premie WGA
- Af: de eerder bijgetelde waarde van inkomsten in natura
- Af bij AOW-uitkering, (pre)pensioen en lijfrente: IAB
- Af: overige inhoudingen
- Resultaat: netto bedrag

Al of niet belaste uitkeringen, toelagen of toeslagen zijn bijvoorbeeld voor vakantie, eindejaarsuitkering, 13e maand, overwerk, bonussen, winstdeling en onkosten.
Er kan ook aanvullende informatie gegeven worden over hoe de bedragen berekend zijn, door vermelding van bijvoorbeeld percentages en franchises.
Vaak staan ook de cumulatieve bedragen vanaf het begin van het kalenderjaar vermeld.
Sinds 1 januari 2013 is de loonstrook voor loon en uitkering werknemersverzekering eenvoudiger door de inwerkingtreding van de Wet uniformering loonbegrip. De Zvw-bijdrage is daarbij nu een werkgeversheffing, en speelt geen rol meer in de brutonettoberekening. Wel geldt dat de premie die de betrokkene zelf moet betalen over zijn overige bijdrage-inkomen berekend wordt over niet meer dan het maximum bijdrage-inkomen verminderd met het inkomen waarover zijn werkgevers en uitkeringsinstanties de heffing hebben betaald. Wat te veel is ingehouden op pensioenen en lijfrenten krijgt de betrokkene rechtstreeks terug van de Belastingdienst.
Sinds 2020 wordt het burgerservicenummer (BSN) niet langer op loonstroken vermeld vanwege privacyoverwegingen en het ontbreken van een wettelijke verplichting. De Belastingdienst heeft in het Handboek Loonheffingen het eerdere advies om het BSN op de loonstrook te vermelden verwijderd, aangezien hiervoor geen wettelijke basis is.